# Antonio Mayans
Antonio Mayans (Valencia, 4 de mayo de 1939) es un actor cinematográfico y televisivo español, habitual en la filmografía de los realizadores Jesús Franco y Paul Naschy entre otros muchos.

## Trayectoria artística
Estudió interpretación en Londres. A su regreso a España, se vincula a un grupo de actores estadounidenses conocido como "work shop", relacionado con las producciones de Samuel Bronston; productor independiente que levantó en España superproducciones en lengua inglesa como Rey de reyes o El Cid, en las que Antonio Mayans consiguió  papeles gracias a sus conocimientos de inglés y su formación como actor. Durante la década de los 60, participa en papeles protagonistas y secundarios en un gran número de comedias de realizadores como Pedro Lazaga, a las que seguirían Spaghetti Westerns y películas de otros géneros populares. 
Se convierte en un actor casi inseparable de la filmografía de Jesús Franco desde principios de la década de 1970, con el que rodará alguna película  erótica o terroríficas como La noche de los asesinos, La casa de las mujeres perdidas, Sangre en mis zapatos, Juego sucio en Casablanca o La bahía esmeralda. Aunque también tocaron muchos más géneros incluyendo alguna película infantil que rodó con sus propias hijas que acostumbraban a viajar con el equipo de rodaje de Jesus Franco y con el que formaron casi una familia durante la década de los 80. Juana De la Morena, mujer de Antonio Mayans, también trabajó durante estos años como maquilladora.
Utilizó abundantes seudónimos en las películas de Jesús Franco, entre ellos, el de Robert Foster; algo que guardaba relación con el supuesto deseo del realizador madrileño de trabajar con el actor estadounidense Robert Forster, algo que finalmente conseguiría en La bahía esmeralda (1989). 
En las décadas de 1990 y 2000 apareció en bastantes series de televisión de éxito, como Médico de familia, Aquí no hay quien viva, Amar en tiempos revueltos o Cuéntame cómo pasó. También  trabajo en numerosas obras de teatro. En 2008 intervino en la polémica miniserie Fago, basada en un crimen real ocurrido en fechas recientes, del que fue víctima el alcalde de la localidad de Fago (Provincia de Huesca).
En 2010 intervino en el rodaje de Empusa, última película de Paul Naschy, una producción de temática vampírica de accidentado rodaje. Carlos Aured, el director previsto inicialmente, abandonó el rodaje y murió poco después: le sustituyó Paul Naschy, con el que Mayans ya había trabajado en varias ocasiones, y que moriría antes de ver estrenada la película. Mayans coprotagonizó Empusa junto con Naschy, desempeñando el papel de Víctor, además de realizar labores de diseñador de producción.
El estreno de Empusa tuvo lugar en el marco del festival madrileño Cinemad, Festival de Cine Independiente y de Culto. El festival programó en esa misma fecha, el jueves 24 de noviembre de 2011, un homenaje a Antonio Mayans, como uno de los artífices de la película.
Mayans también ha desempeñado labores de director de producción en bastantes de las películas de Jesús Franco, además de ocasionales trabajos como director, guionista, productor, montador y diseñador de producción. Como actor, su filmografía supera en total el centenar y medio de títulos.

## Filmografía parcial
Cine
- El capitán Jones (John Paul Jones) (1959) (sin acreditar)
- Rey de reyes (King of Kings), de Nicholas Ray (1961)
- El Cid, de Anthony Mann (1961) (sin acreditar)
- Vacaciones para Ivette, de José María Forqué (1964)
- Los pistoleros de Casa Grande (Gunfighters of Casa Grande), de Roy Rowland (1964)
- Saúl y David (Saul e David), de Marcello Baldi (1964)
- Historias de la televisión, de José Luis Sáenz de Heredia (1965)
- La tía de Carlos en minifalda, de Augusto Fenollar (1966)
- La ciudad no es para mí, de Pedro Lazaga (1966)
- Operación Dalila, de Luis de los Arcos (1967)
- Un hombre y un Colt, de Tulio Demicheli (1968)
- El rey de África (Caccia ai violenti), de Sandy Howard (1968)
- ¿Por qué pecamos a los cuarenta?, de Pedro Lazaga (1969)
- La batalla del último Panzer (La battaglia dell'ultimo panzer) (1969)
- Estudio amueblado 2.P., de José María Forqué (1969)
- Robin Hood, el arquero invencible (Robin Hood, l'invincibile arciere) (1970)
- La muerte busca un hombre (Ancora dollari per i MacGregor), de José Luis Merino (1970)
- Los días de Cabirio, de Fernando Merino (1971)
- Préstame quince días, de Fernando Merino (1971)
- El hombre que vino del odio, de León Klimovsky (1971)
- Una ciudad llamada Bastarda (A Town Called Hell), de Robert Parrish (1971)
- Aunque la hormona se vista de seda, de Vicente Escrivá (1971)
- La selva blanca, de Ken Annakin (1972)
- Tendre et perverse Emanuelle, de Jesús Franco (1973)
- El jorobado de la Morgue, de Javier Aguirre (1973)
- Autopsia, de Juan Logar (1973)
- Una chica y un señor, de Pedro Masó (1974)
- Dick Turpin, de Fernando Merino (1974)
- Los muertos, la carne y el diablo, de José María Oliveira (1974)
- Dallas, de Joan Bosch Palau (1975)
- El asesino no está solo, de Jesús García de Dueñas (1975)
- Conspiración para matar a un cura, de René Gainville (1976)
- La querida, de Fernando Fernán Gómez (1976)
- El secreto inconfesable de un chico bien, de Jorge Grau (1976)
- Último deseo, de León Klimovsky (1976)
- La noche de los asesinos, de Jesús Franco (1976)
- Volvoreta, de José Antonio Nieves Conde (1976)
- Tiempos duros para Drácula, de Jorge Darnell (1977)
- El espiritista, de Augusto Fernando (1977)
- La Gioconda está triste, de Antonio Mercero (1977)
- Vals para un asesino (Kiss Me Killer), de Jesús Franco (1977)
- La violación, de Germán Lorente (1977)
- Uno del millón de muertos, de Andrés Velasco (1977)
- Fraude matrimonial, de Ignacio F. Iquino (1977)
- El perro, de Antonio Isasi-Isasmendi (1977)
- Violación fatal/Trauma, de León Klimovsky (1978)
- Las locuras de Jane (1978).
- La ciudad maldita (1978)
- De Dunkerke a la victoria, de Umberto Lenzi (1979)
- Diabla, de Enzo G. Castellari (1979)
- Los cántabros, de Jacinto Molina (1980)
- Mondo cannibale (1980)
- La invasión de los zombis atómicos (Incubo sulla città contaminata), de Umberto Lenzi (1980)
- El sexo está loco, de Jesús Franco (1981)
- L'oasis des filles perdues (1981)
- Sadomanía: El infierno de la pasión (Sadomania - Hölle der Lust), de Jesús Franco (1980)
- Le lac des morts vivants (1981)
- Aberraciones sexuales de una mujer casada, de Jesús Franco (1981)
- Sexo caníbal, de Jesús Franco (1981)
- El hundimiento de la casa Usher (Revenge in the House of Usher), de Jesús Franco (1982)
- Las orgías inconfesables de Emmanuelle, de Jesús Franco (1982)
- Sangre en mis zapatos, de Jesús Franco (1983)
- Los Blues de la calle Pop: Aventuras de Felipe Malboro, volumen 8, de Jesús Franco (1983)
- Botas negras, látigo de cuero, de Jesús Franco (1983)
- La noche de los sexos abiertos, de Jesús Franco (1983)
- La tumba de los muertos vivientes, de Jesús Franco (1983)
- Juego de poder (Power Game), de Fausto Canel (1983)
- El tesoro de la diosa blanca (1983)
- Confesiones íntimas de una exhibicionista, de Lina Romay (1983)
- La casa de las mujeres perdidas, de Jesús Franco (1983)
- Gemidos de placer, de Jesús Franco (1983)
- El hotel de los ligues, de Jesús Franco (1983)
- Macumba sexual, de Jesús Franco (1983)
- La noche de los sexos abiertos, de Jesús Franco (1983)
- ¿Cuánto cobra un espía?, de Jesús Franco (1984)
- Bahía Blanca, de Jesús Franco (1984)
- Panther Squad (1984)
- Juego sucio en Casablanca, de Jesús Franco (1985)
- Don Cipote de la Manga, de Gabriel Iglesias (1985)  (también guionista)
- La mansión de los muertos vivientes, de Jesús Franco (1985)
- Las tribulaciones de un Buda bizco, de Jesús Franco (1986)
- Orgasmo perverso (1986)
- El mirón y la exhibicionista (1986)
- Sola ante el terror, de Jesús Franco (1986)
- Les amazones du temple d’or, de Jesús Franco (1986)
- ¡Biba la banda!, de Ricardo Palacios (1987)
- Commando Mengele (1987)
- La Chute des Aigles, de Jesús Franco (1989)
- Canción triste de...., de José Truchado (1989)
- La bahía esmeralda, de Jesús Franco (1989)
- Hot Blood (1990)
- Trampa para una esposa, de Joaquín Blanco (1991) (también guionista)
- El abuelo, la condesa y Escarlata la traviesa (1992)
- Ciudad Baja (Downtown Heat), de Jesús Franco (1994)
- El escarabajo de oro, de Vicente J. Martín (1999)
- H6: Diario de un asesino, de Martín Garrido Barón (2005)
- Snakewoman, de Jesús Franco (2005)
- Empusa, de Carlos Aured y Paul Naschy (2010)
- Al Pereira vs. The Alligator Ladies, de Jesús Franco (2012)
- Revenge of the Alligator Ladies, de Jess Franco y Antonio Mayans (2013)
- La Ama, de Luisje Moyano y Arantza Ibarra (2016)

Televisión
- Médico de familia (1995)
- Éste es mi barrio (1996)
- Calle nueva (1997-1998)
- Reina de espadas (2000)
- Aquí no hay quien viva (2005)
- Amar en tiempos revueltos (2006)
- Médium (2006)
- Fago (2008)
- Cuéntame cómo pasó (2009)
- El secreto de Puente Viejo (2014-2015)
- Águila Roja (2015)
- Estoy vivo (2018)
- Derecho a soñar (2019)